# ناتالی حنظل
ناتالی حنظل (عربی: نتالي حنظل؛ زادهٔ ۲۹ ژوئیهٔ ۱۹۶۹) شاعر، نمایش‌نامه‌نویس، و نویسنده اهل فرانسه است.